# تلمبه عباس اژدری و چیت‌ساز
تلمبه عباس اژدری و چیت‌ساز یک منطقهٔ مسکونی در ایران است که در دهستان زنگی‌آباد واقع شده‌است. تلمبه عباس اژدری و چیت‌ساز ۲۶۳ نفر جمعیت دارد.